# 巴万科沃
巴万科沃（法語：Bavinchove，法語發音：[bavɛ̃kɔv]）是法国上法兰西大区北部省的一个市镇，位于该省西北部，属于敦刻尔克区。

## 地理
巴万科沃（50°47'17"N, 2°27'25"E）面积8.31 平方千米，位于法国上法蘭西大區北部省，该省份为法国最北部的省份及最长的省份，西北濒北海，西接加来海峡省，南至埃纳省和索姆省，东与比利时接壤。
与巴万科沃接壤的市镇（或旧市镇、城区）包括：卡塞勒、斯塔普勒、聚伊佩讷、翁德盖姆、克莱尔马赖、奥克瑟拉尔、勒内斯屈尔。
巴万科沃的时区为UTC+01:00、UTC+02:00（夏令时）。

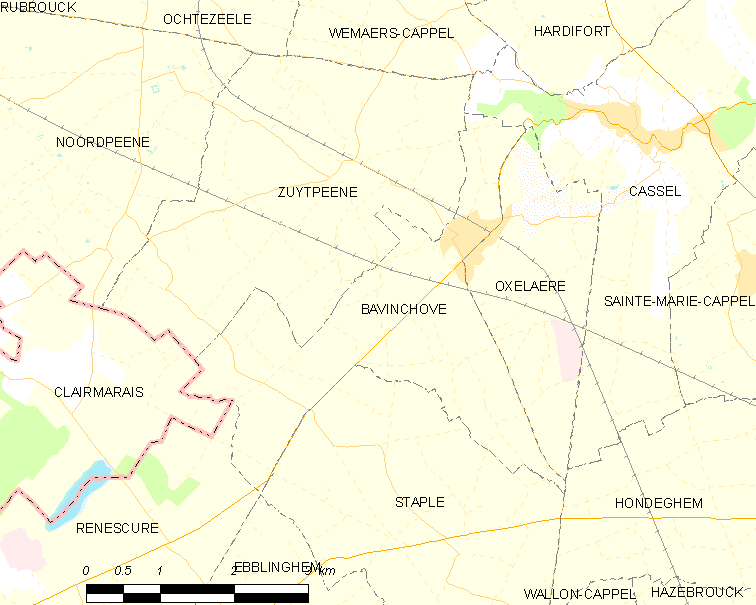
巴万科沃的OSM定位图

## 行政
巴万科沃的邮政编码为59670，INSEE市镇编码为59054。

## 政治
巴万科沃所属的省级选区为沃尔穆特县。

## 人口

1962-2008年间巴万科沃人口变化图示

巴万科沃于2022年1月1日时的人口数量为1046人。